# لحضارة بوعلاتيين (أركمان)
لحضارة بوعلاتيين هي إحدى مشيخات المملكة المغربية، تتبع جغرافيا لإقليم الناظور وإداريًا لأركمان. يقدر عدد سكانها بـ 5647 نسمة حسب الإحصاء الرسمي للسكان والسكنى لسنة 2004.